# Піскатори
 Піскатор (значення)
- Піскатор — перекладене латиною прізвище Вісшер голландських друкарів 17 ст., що мешкали і працювали в Амстердамі .

- Біблія Піскатора- твір друкарні Піскатора з міста Антверпен, оприлюднений в 17 столітті і розрахований на неписьменних прочан.

- Ніколас Йоанніс Вісшер(Клаас Янсзон Вісшер) (Claes Jansz Visscher, 1587—1652)- Піскатор-засновник друкарні, котра робила мапи провінцій і міст, гравюри-портрети і гравюри з картин і офорти на продаж.

- Ніколас Вісшер старший (1618-1679), єдиний син Клааса Янсзона Вісшера, Піскатора-засновника друкарні, що став продовжувачем родинного бізнесу.

- Ніколас Вісшер молодший (1649—1702), онук Клааса Янсзона Вісшера, Піскатора-засновника друкарні, що став продовжувачем родинного бізнесу по смерті батька.

Піскатори (лат. piscator — рибак) — перекладена латинська назва, під якою був відомий в Європі XVII століття видавничий дім голландських граверів і картографів Віскерів (Visscher). Біля витоків сімейного справи стояв амстердамець Клаас Янсзон Вісшер  (Claes Jansz Visscher, 1587-1652), який забезпечував потреби всієї Європи в картах (переважно настінних), атласах і офортах з міськими видами. Піскатор-старший був талановитим рисувальником і гравером, проте в історії мистецтва залишився як видавець Біблії Піскатора (лат. Theatrum Biblicum, 1650), п'ять сотень різцевих гравюр для якої були виготовлені за малюнками фламандських і голландських майстрів попереднього покоління.
Друкарня Піскатора почала спеціалізуватися на створенні мап і планів міст, що мали значний попит і аристократів, комерсантів і купців, пересічних громадян, що прикрашали власні оселі географічними мапами на кшталт великих картин. Друкарня також робила гравюри-портрети і гравюри за картинами відомих митців. Розквіт видавництва припадає на час діяльності Ніколаса Вісшера старшого (1618–1679), більш відомого як Н. Піскатор. Він був учнем В. Блау, багато мандрував і отримав пристойну освіту. Маркою видавництва Вісхерів-Піскаторів було зображення рибалки в картушах карт (Vischer, Piscator (голл., лат.) – рибалка). У 1682 р. видавничий патент був виданий його синові Ніколасу Вісшеру молодшому (1649-1702). При ньому 90 % каталогу Піскаторів складала гравірована продукція. Після смерті Ніколаса Вісшера молодшого сімейним підприємством до 1726 р. керувала його вдова. Левову частку продукції в цей час становили репринтні видання попереднього століття.... 

## Карти України друкарні Піскаторів
У 1657 р. в Амстердамі, видається одна із ранніх карт Угорщини "Totius Regni Hungariae..." Клааса Янсзона Вісшера (Claes Jansz Visscher; 1587—1652). Мапа була видана вже після смерті автора, його сином Ніколасом. Мапа охоплює Центральну, Південно-Західну і Західну Україну. Дану карту брали за основу багато картографів, що допомогло зберегти контури України на численних версіях карт Угорщини. Ця мапа має прямий зв'язок з Картою Радзивіла: за аналогією з нею, центральноукраїнські землі позначені там як «Східна Волинь, яку називали також Україною і Низом» (Volynia ulteririor, quae tum Vkraina tum Nis ab altis vocitatur), хоча щодо Угорщини Україна беззаперечний верх. На мапі позначено Поділля [Podolia] .. 
У 1679 р. його син, Ніколас Вісшер старший, видав карту "Tabula nova totius REGNI POLONIÆ. in quo sunt Ducatus et Provinciae Prussia, Cujavia, Mazovia, Russia Nigra, &c. DUCATUS LITHUANIA, UKRANIA, &c. in qua Volhynia, et Podolia. cum suis Palatinatibus ac Confinys". Мапа була надрукована в Амстердамі. Це мідна гравюра в чотирьох по-різному забарвлених версіях. Гравюри зроблені з «Карти Королівства Польського» Нікола Сансона (видання 1655 р.). Мапа виготовлена на високому художньому рівні. Особливо дуже естетично оформлений картуш. Неодноразово перевидавалася, зокрема і у 1690 р. (з доповненнями). Формат карти 42.3 x 55.5 см.  На мапі зазначено  назву Україна [Ukraine] саме так, як її використовував Ґійом Боплан та Ніколас Сансон. Назва  [Ukraine] накладається на назву [Volynie], охоплює Правобережну та Лівобережну Україну, від Києва до гирла Дніпра (Чорного моря). 
1681 р.  Ніколас Вісшер молодший (Nicolaes Visscher II) видає карту "MOSCOVIAE seu RUSSIAE MAGNAE Generalis Tabula..." («Карта Московії або Великої Русі...». На карті позначено українські історичні землі RUSSIA (Західна Україна), PODOLIA (Поділля) та ін. На сході України є напис OKRAINA .

## Продукція друкарні Піскаторів

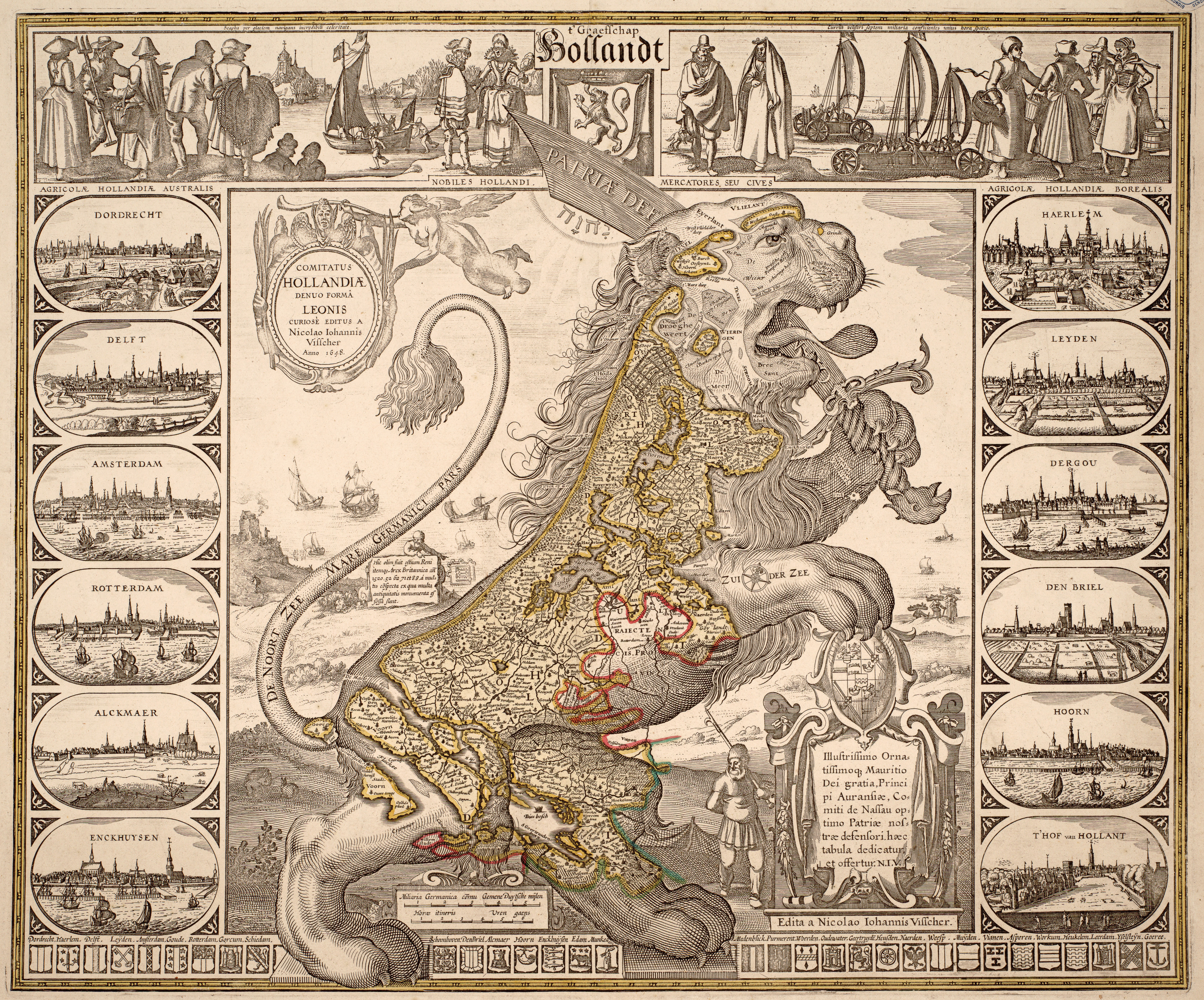
Мапа Голландії у вигляді Лева, 1648 р.
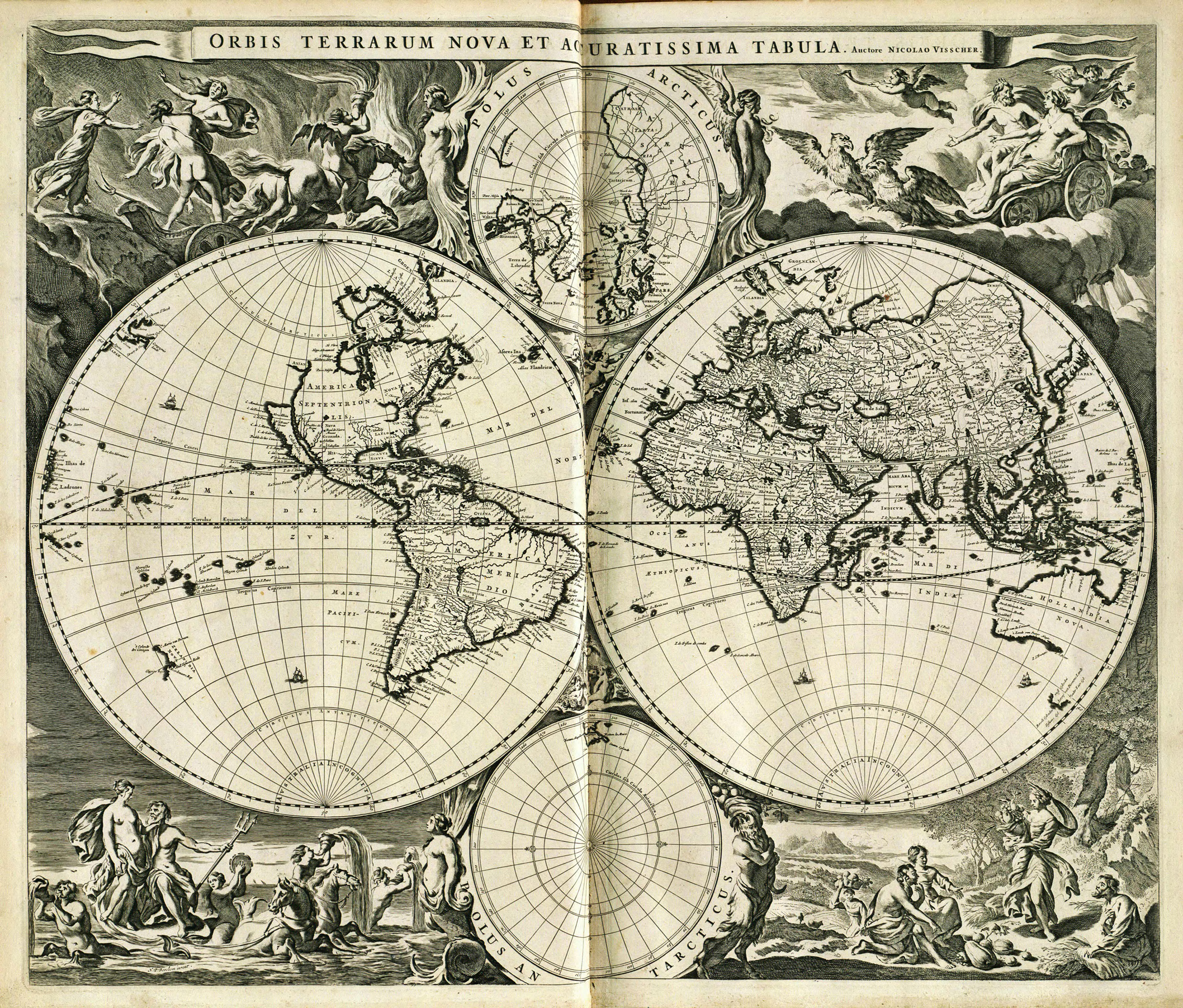
Мапа з відомими континентами, 1700 року.
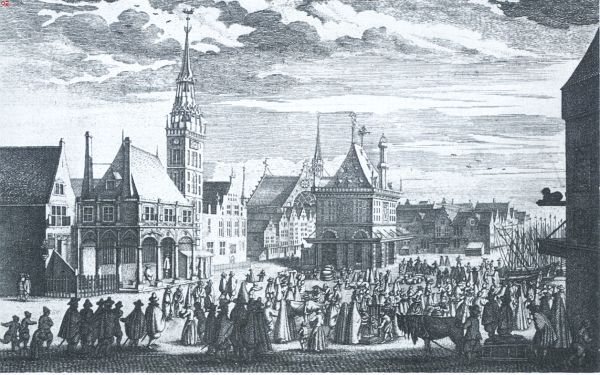
«Стара ратуша Амстердама та Нова церква». гравюра до перебудов 1615 року.
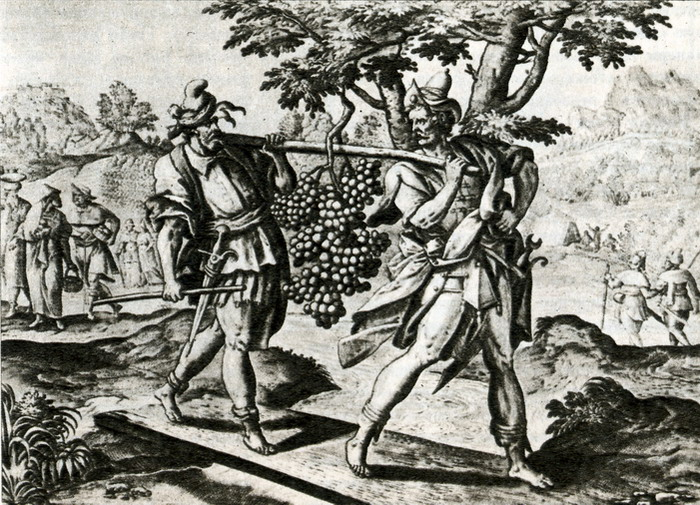
Біблія Піскатора, «Повернення із Ханаана», мідьорит
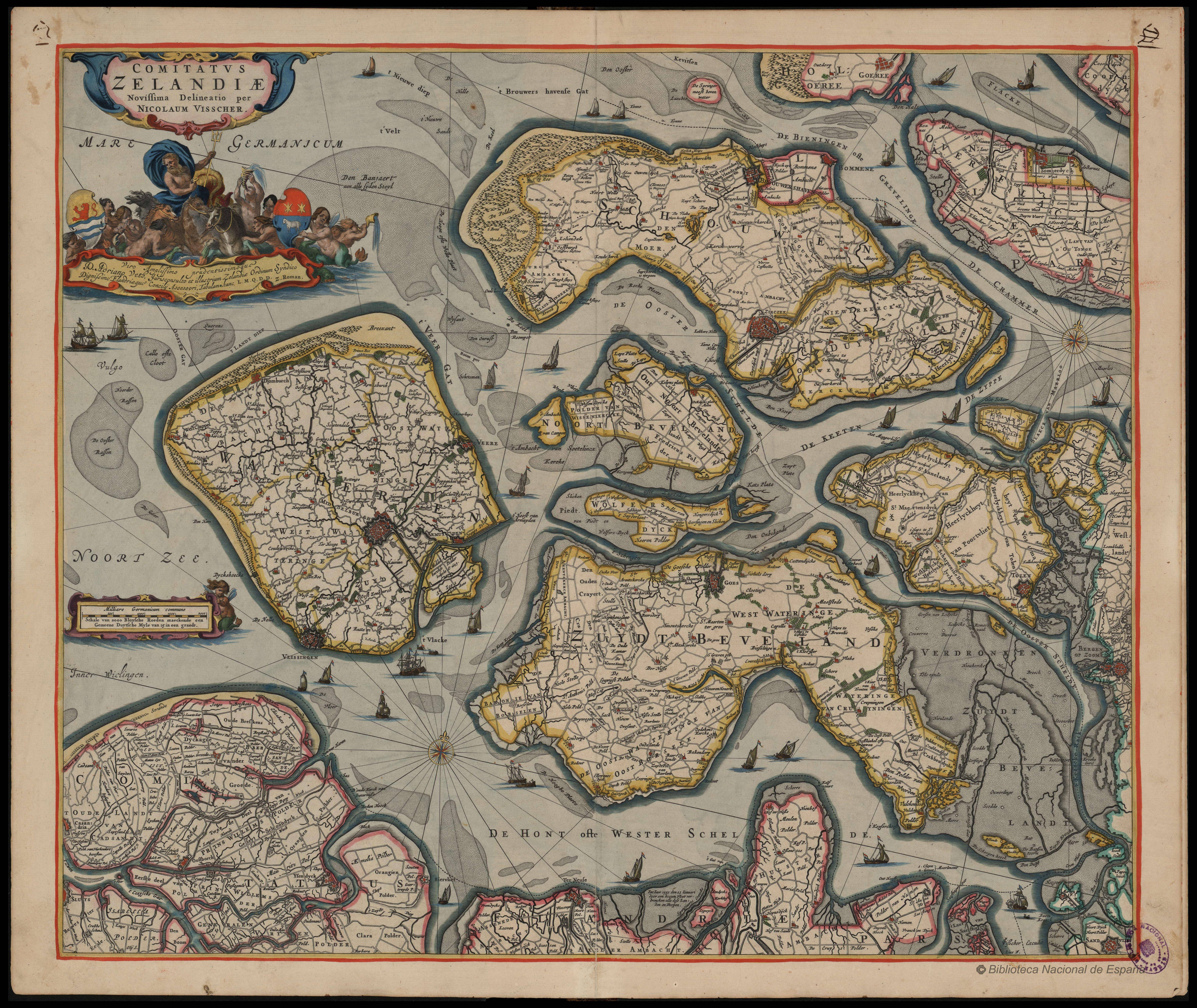
Мапа провінції Зеландії, 1650 рік
План Парижа, 1618 рік.
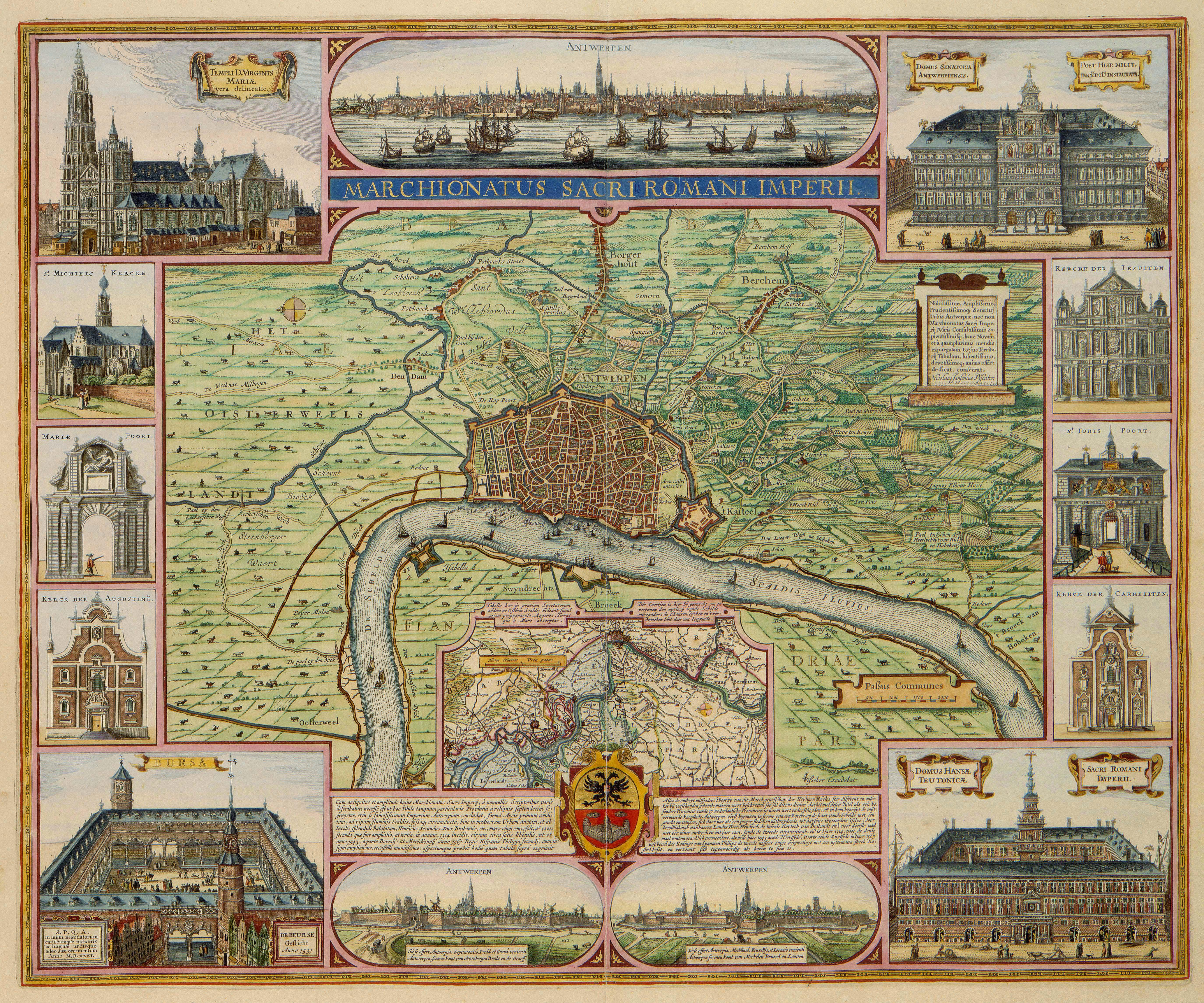
« Антверпен, план і найважливіші споруди міста», 1624 рік
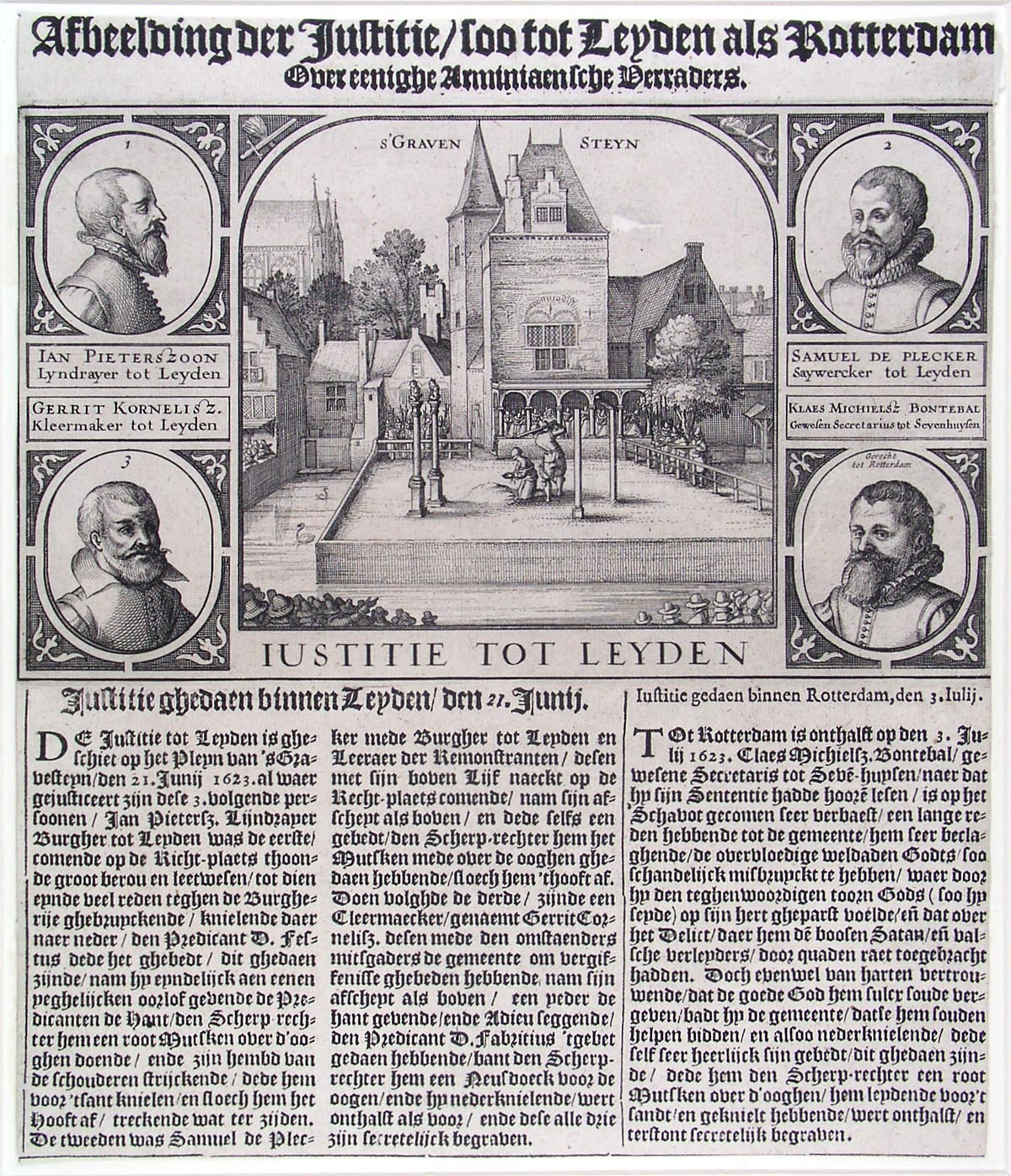
Страта злочинців в Лейдені, що зробили замах на принца Моріца Оранського, 1623 рік
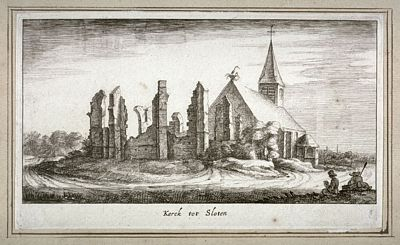
Церква в Слотені, 1625 рік
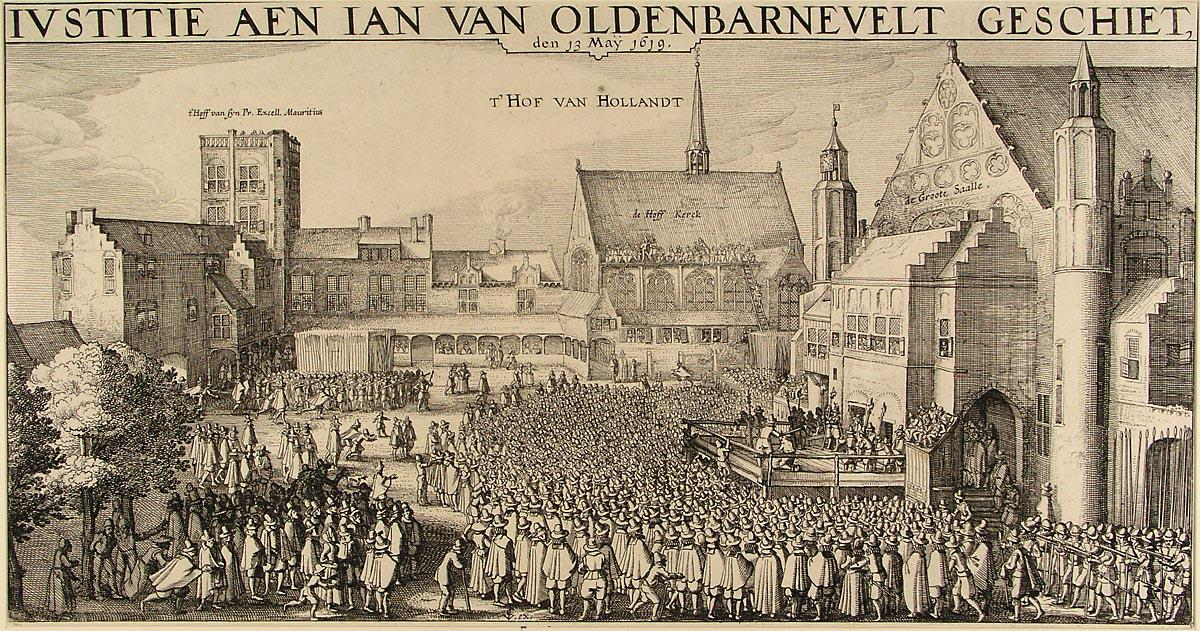
Публічна страта, 1619 рік
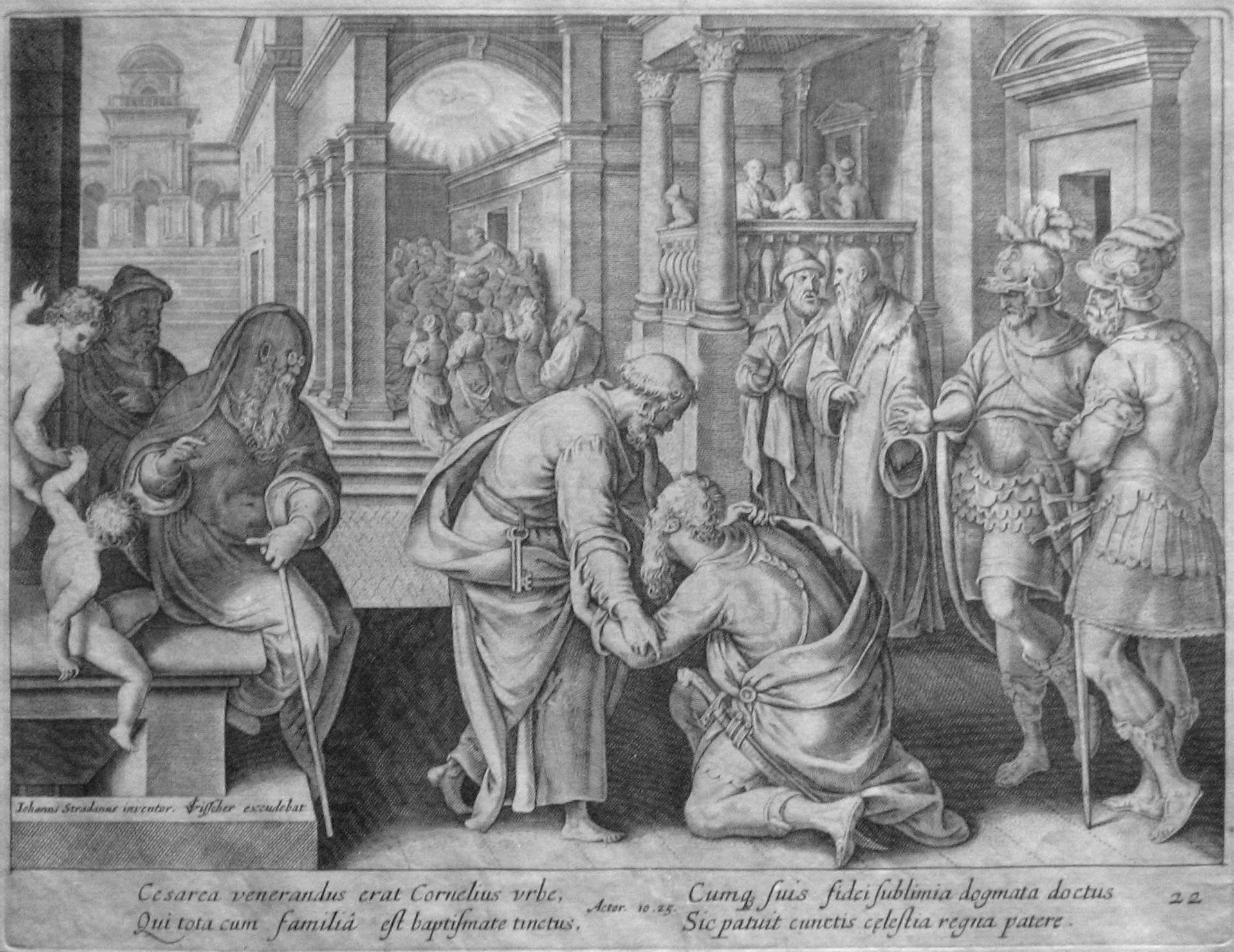
Гравюра за картиною Страдануса.